# Beuron
Beuron es un municipio alemán del distrito de Sigmaringa en el estado federado de Baden-Wutemberg. Este lugar es conocido especialmente por la abadía benedictina de Beuron.

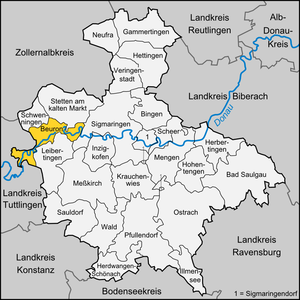
Ubicación del municipio Beuron en el distrito de Sigmaringa

## Geografía

### Zona
Beuron se encuentra en un lugar de atractivo paisajístico en el valle del alto Danubio, a unos 25 kilómetros al oeste de Sigmaringa, ciudad capital del distrito. Esta forma el centro del Parque natural del Danubio Superior.

### Nacimiento del Danubio
El nacimiento del Danubio en Beuron muestra con su profundidad en la piedra caliza del valle fluvial la geología de los últimos 160 millones de años: desde el antiguo océano jurásico, pasando por las fases de erosión de la piedra caliza, hasta la conexión de los cursos del Rin y el Danubio.

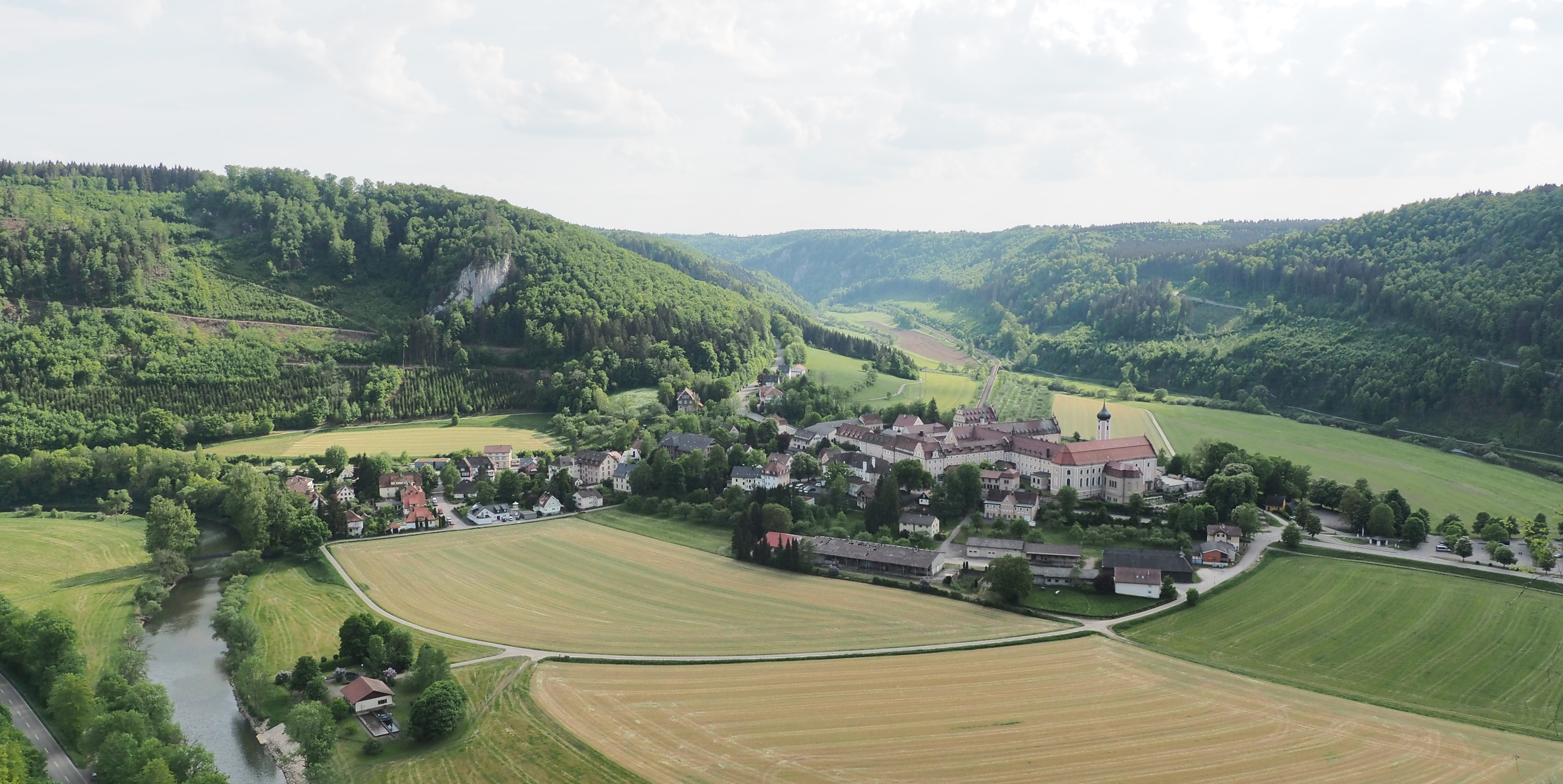
Beuron, Nordostansicht (2018)

### Flora y fauna
El bosque del municipio beuronense es relativamente pequeño, tiene 248 hectáreas. El porcentaje de la madera de árboles de fronda predomina con un 83%, de este la mayor parte es de haya, pero existen otras especies importantes de árboles que son: fresno, arce, roble, carpe, olmo, tilo, cerezo silvestre, abeto plateado, pino y alerce. El bosque municipal se extiende principalmente a ambos lados del valle del Danubio. En aproximadamente el 30%-40% del terreno no puede ser talado ningún árbol, debido a que sus costes técnicos, y por lo tanto, financieros son demasiado altos.
Todo el bosque está situado en el espacio protegido por la Directiva del Danubio Superior FFH (Directiva de Hábitat de la Flora y Fauna), la existencia de biotopos (hábitats) es cuatro veces más alta que en el resto del estado federado. Este bosque es el hábitat de corzos y rebecos.

### Municipios cercanos
Los municipios vecinos de Beuron son: Schwenningen, Stetten am kalten Markt, Sigmaringa, Leibertingen, Buchheim, Fridingen an der Donau, Bärenthal, e Irndorf.

### Clasificación del municipio
A Beuron pertenecen, junto al propio Beuron que da nombre: Hausen im Tal, Langenbrunn, Neidingen y Thiergarten.
| Escudo | Localidad        | Habitantes | Superficie |
| Beuron | Beuron (Kernort) | 230        | ?          |
|        | Hausen im Tal    | 300        | ?          |
|        | Langenbrunn      | 50         | ?          |
|        | Neidingen        | 100        | ?          |
|        | Thiergarten      | 85         | ?          |

## Cultura y atracciones turísticas
Hausen im Tal y Beuron se encuentran en la Ruta de los Hohenzollern. Esta está afiliada a la asociación de turismo Donaubergland, cuya traducción sería "el área montañosa del Danubio".

### Museos
- El museo de la Biblia en la abadía de Beuron

- El Centro de Naturaleza de Beuron ofrece una exposición de la historia geológica del Danubio Superior y muestra las peculiaridades de la flora y fauna del lugar. En la pequeña tienda del Parque natural puede encontrar souvenirs, productos típicos de la región, así como productos artísticos y prácticos de fieltro natural. Esencialmente, el trabajo reside en el área de la educación medioambiental.

### Edificios

#### Abadía benedictina de Beuron

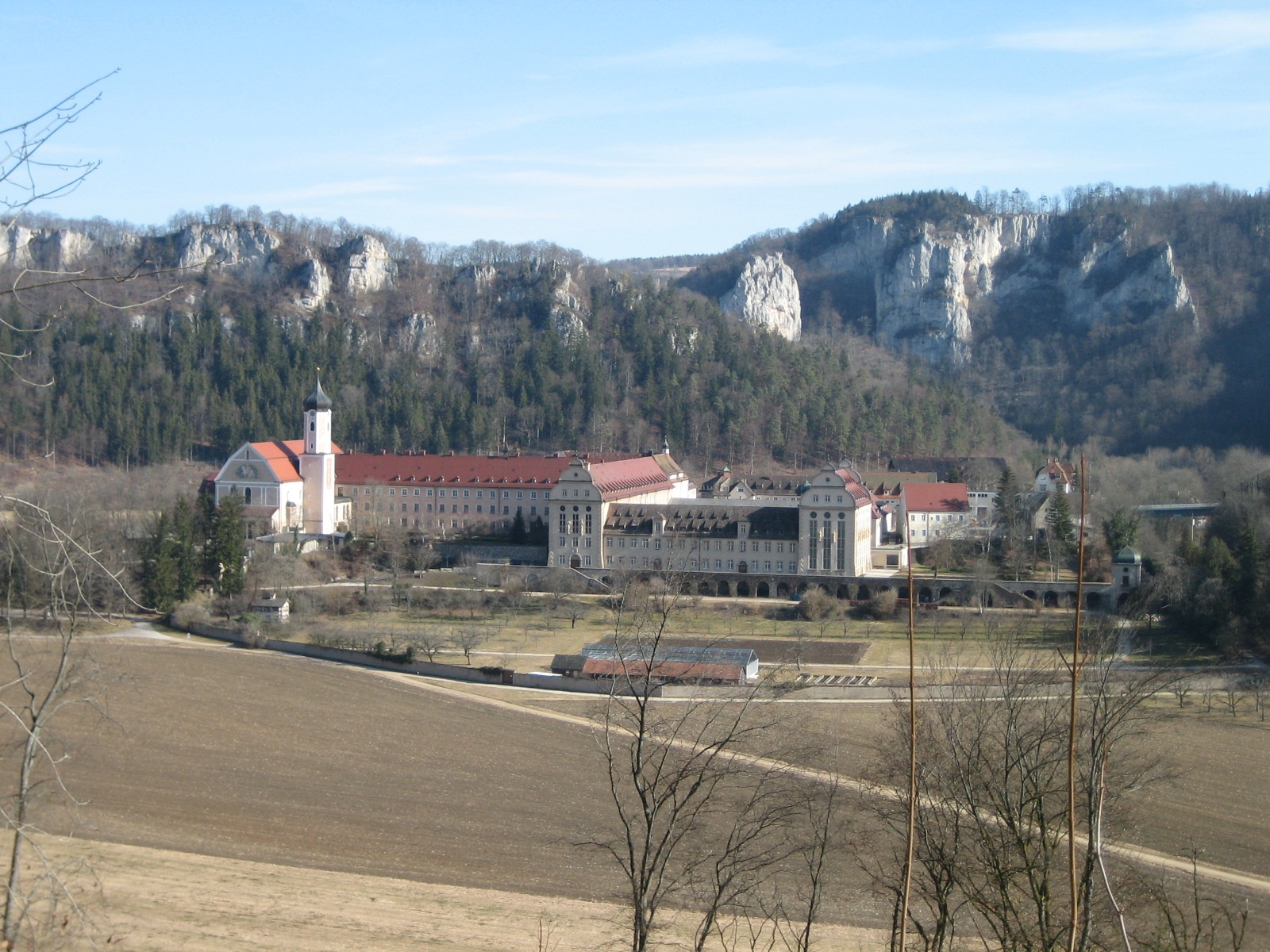
Vista oeste de la Abadía benedictina de Beuron,

Beuron es famoso por la abadía benedictina de Beuron, que representa el comienzo de la Congregación de Beuron. Este monasterio fue fundado en 1077 como un convento canónigo agustino. Después de su disolución en el curso de la secularización en 1803, su territorio comenzó a ser propiedad del Principado Hohenzollern-Sigmaringen. En 1863, el monasterio fue fundado de nuevo como un monasterio benedictino y se erigió en 1868 como abadía, de esta en adelante comenzó la fundación de muchos otros monasterios benedictinos. Una parte de los edificios fueron diseñados por el arquitecto Franz Beer (de 1694 a 1707) y la otra parte de ellos son nuevos. El monasterio recibe anualmente alrededor de 100.000 visitantes. Este monasterio barroco tiene distinguidos dormitorios y una gran biblioteca. Beuron fue, a fines del siglo XIX, el centro de la Escuela de Arte de Beuron, pero desde 1967 está inactiva, aunque jurídicamente sigue existiendo el Colegio Teológico de Beuron.

#### Iglesias y capillas
- La iglesia del monasterio de St. Martin y St. Maria, construida entre 1732 y 1738, es un edificio barroco de arquitectura religiosa con ostentosos altares laterales, pinturas en el techo y decoración realizada con estuco. El altar principal es testimonio de la Escuela de Arte de Beuron. La capilla de la Gracia, aneja a la iglesia, fue construida en ángulo recto. En la capilla interior se resguarda el monumento funerario del arzobispo que fue reconstruida alrededor de 1900 al estilo beuronense.

- Alrededor de tres kilómetros más abajo del monasterio se encuentra el curso Danubio a la izquierda, cerca de la orilla de la Capilla de Mauro. Esta fue creada por el Padre Desiderius Lenz en 1868 como obra pionera de la Escuela de Arte de Beuron y se terminó en 1871.[4] El lenguaje pictórico y el lenguaje formal se basan en los templos egipcios antiguos.[5] Alberga frescos estilizados en orden estricto y variada ornamentación.[4] En la Capilla de Mauro, fundamentalmente con su pintura, el padre fundador de la Escuela de Arte de Beuron realizó por primera vez su Programa para la Renovación del Arte Cristiano, que más tarde fue difundido desde Beuron a todo el mundo católico.[6]

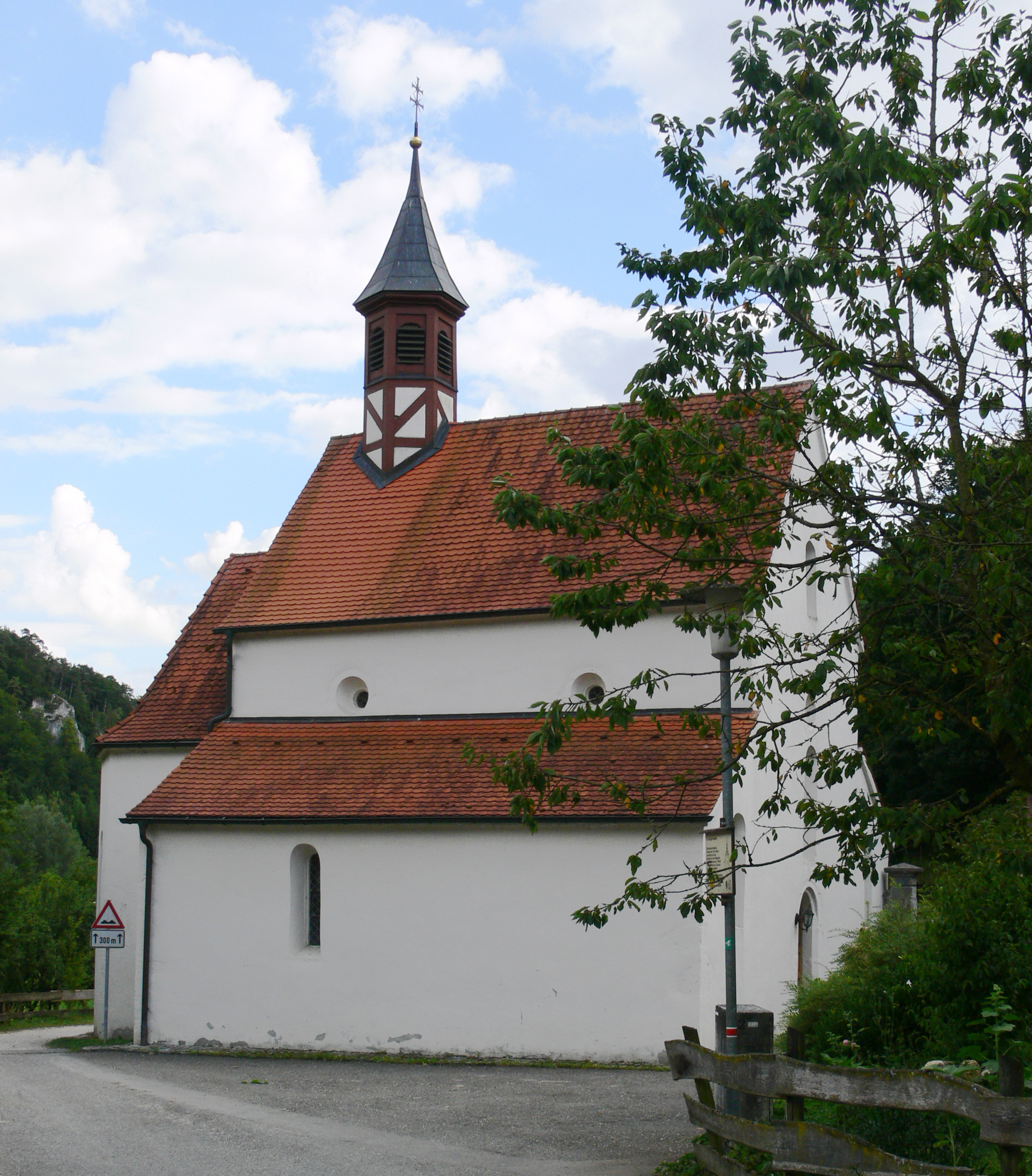
Capilla de San Jorge en Thiergarten

- En la localidad de Hausen im Tal se encuentra la capilla de San Nicolás. Esta fue construida en 1275 y destaca por su torre románica. La parte restante estaba barroquizada.Capilla de San Jorge en ThiergartenEn la localidad de Neidingen, en el lado izquierdo del Danubio, en lo alto de una ladera, se encuentra la Capilla de Santa Agatha. Es la sucesora de una capilla que fue destrozada por un aguacero en 1838. El coro está separado del resto del nave por un arco circular. Las figuras al lado del altar son de Alberti y fueron creadas alrededor de 1730. Las figuras restantes provienen de la iglesia parroquial de San Nicolás, en la localidad de Hausen.[7]

- La capilla de San Jorge, en la localidad de Thiergarten fue construida en el período de transición del Gótico al Renacimiento. Es la basílica con tres naves más pequeña de Europa.

#### Palacios y castillos
- Más arriba de Langenbrunn se encuentra el castillo de Werenwag, que data del siglo XII.

- Más arriba de la localidad de Hausen im Tal se encuentra el castillo de Hausen im Tal (también conocido como Ruine Hausen, «Ruina de Hausen») que data del siglo XIII. En la Edad Media, vivía en el castillo de Hausen una familia ministerial de la que provenía el trovador «Friedrich von Hausen». El castillo en ruinas con su planta y bóveda de cañón reconstruidos es de libre acceso. Fue nombrado «Monumento del mes de febrero 2008» por la Institución de monumentos de Baden-Würtemberg.

- En el término municipal de la localidad de Thiergarten se encuentran las ruinas del castillo Flakstein. Sus restos se remontan al siglo XIII. Los edificios existentes hoy en día, de los cuales se conservan importantes partes de la mampostería, datan del siglo XVI. Las ruinas son de libre acceso.

- Las ruinas de Längelen (Wagenburg), de libre acceso, con restos de un fuerte muro de protección y paredes de revestimiento fue construida alrededor de 1100.

- Además, existen las siguientes ruinas y restos de castillos: Auchtbühl, Katharinafels (Offenes Loch), Kreidenstein, Langenfels, Lengenfeld, Neidingen (cueva), Neidinger Heidenschloss, Petershöhle, Burg Pfannenstiel, Höhlenburg Weiler (Heidenloch).

### Monumentos naturales
- La roca del Obispo (790 m) es un mirador que posibilita las vistas sobre el valle del Danubio y las ruinas del castillo Hausen y del castillo Werenwag. Un camino por las alturas lo une con el mirador de Hohler Fels (770 m) sobre el que hay una gran cruz de piedra blanca. Desde aquí se ofrece una vista del castillo en ruinas de Lengenfeld y del valle.[8]

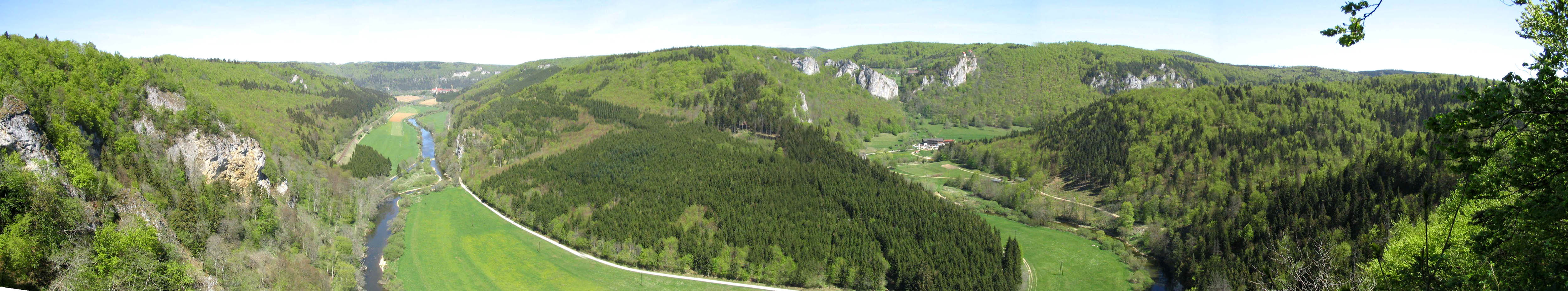
Vista desde la Roca del botonero sobre Beuron y el Valle del Danubio

- La cuerva de Benedicto

- Roca del botonero

### Deportes
"Am Steig", la pendiente del valle del Danubio, en dirección a Kreenheinstetten se encuentra una pista de esquí, con telesilla y un pequeño club que en febrero de 1965 fue fundado por el club de esquí Hausen im Tal. A finales de 1965, esta pista se creó entresecando el bosque. En 1967, debido a un huracán cayeron árboles del bosque de al lado de la pista y dañaron severamente el recinto. En 1970, el club pudo permitirse un telesilla por 1000 marcos. Más tarde, se construyó el refugio de esquí de hoy en día, que inicialmente se diseñó como protección contra los temporales para el malacate del telesilla. El actual telesilla data del año 1983. Hace solo unos años, el refugio de esquí se amplió al actual comedor.. En un primer momento, el club de esquí no fue fundado como una asociación de deportes de invierno exclusivamente. El campo de deportes de la cantera de la antigua escuela surgió esencialmente a través del club de esquí. Hoy en día, el club oferta, además de esquí, marcha nórdica y voleibol.

## Economía e infraestructuras

### Tráfico

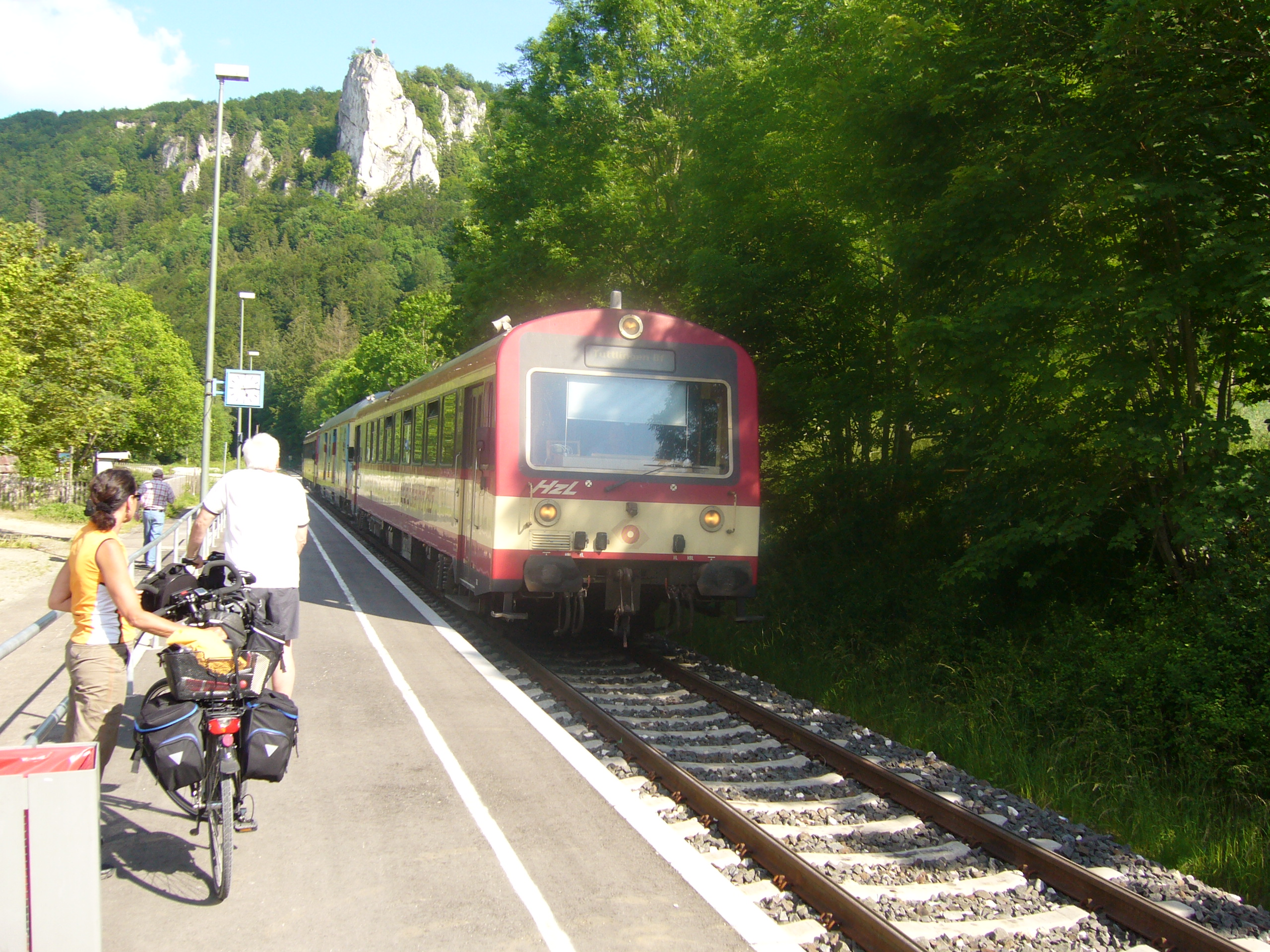
El Naturpark-Express en la parada de Beuron.

#### Tráfico ferroviario
Beuron se encuentra en la línea ferroviaria del valle del Danubio, que va desde la ciudad de Donaueschingen hasta Ulm con el tren internacional de alta velocidad. Hay trenes cada dos horas a Sigmaringen y Ulm, así como a Donaueschingen y Neustadt (Selva Negra). Durante los meses de verano el Naturpark-Express, a diferencia de los trenes normales, se detiene en todas las pequeñas estaciones de tren en el valle del Danubio. Además de la parada de Regional-Express, también hay una estación de tren en la localidad Hausen im Tal. Allí, cada dos horas, también paran los trenes en dirección a Ulm y Neustaft (Selva Negra) los días laborables (menos el sábado). Entre semana, solo para un tren de cada dos. En Thiergarten hay también una parada donde solo paran los trenes de Naturpark-Express en verano.

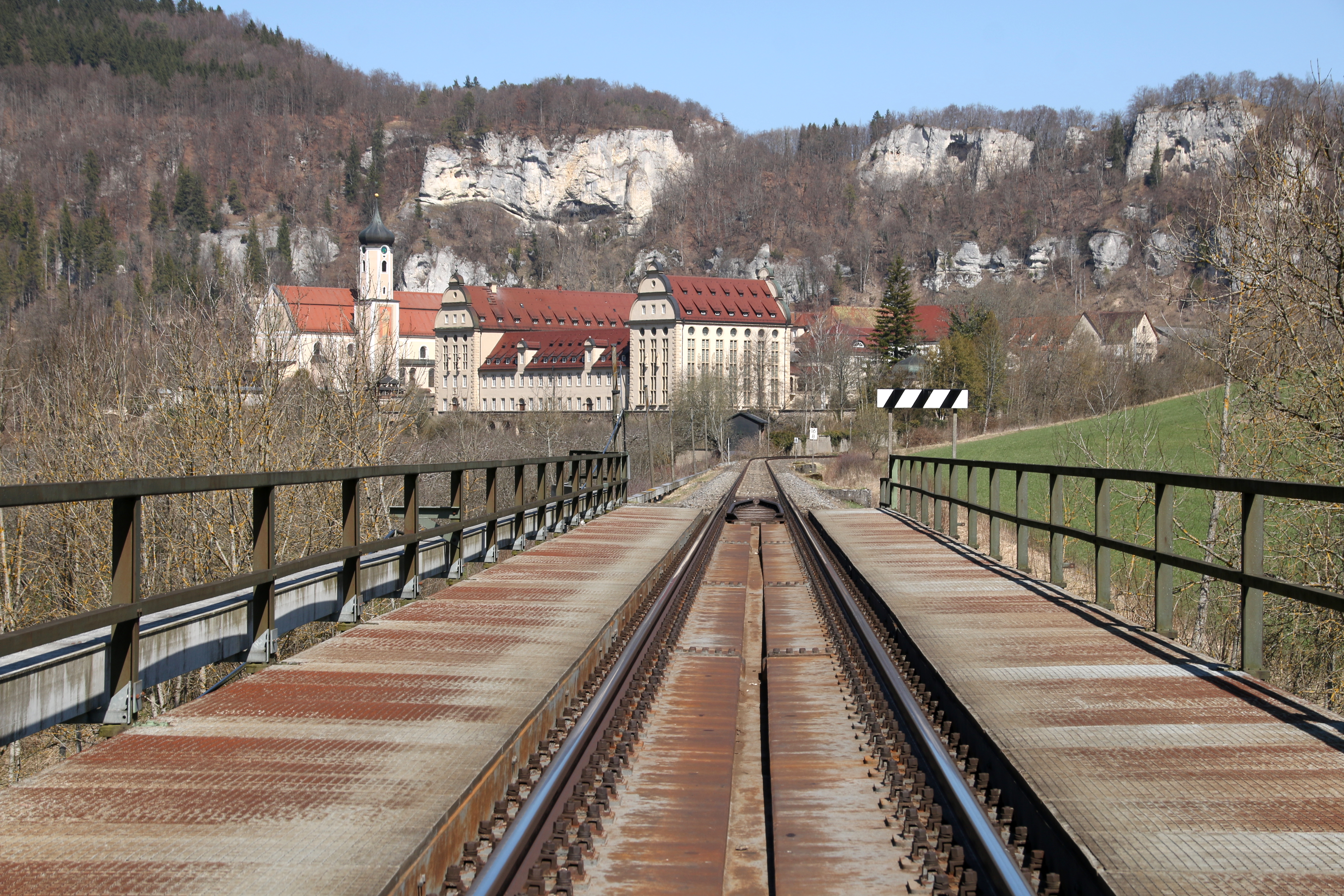
Puente peatonal del Danubio y la Abadía de Beuron.

Beuron está conectado con la compañía de transporte público NALDO. También es posible viajar desde el centro de Beuron con la red de transportes TUTicket hasta el núcleo urbano de Tuttlingen sin la necesidad de un DB ticket.

#### Tráfico rodado
La carretera L277 no para en el centro de Beuron, sin embargo, pasa a través de las localidades restantes desde Tuttlingen a Sigmaringa.

#### Ruta cicloturista del Danubio
A través de Beuron pasa la ruta cicloturista del Danubio, que va] desde Donaueschingen hasta Viena, así como la ruta europea EuroVelo 6, que hace un recorrido desde el Atlántico hasta el Mar Negro.

### Educación
El colegio teológico-científico, en el cual desde 1866 se llevó a cabo la formación teológica de los monjes del monasterio de Beuron y otros monasterios, está vacante desde 1967. El colegio sigue existiendo jurídicamente, pero por el momento no se imparte ninguna enseñanza. Los monjes estudian teología en otras escuelas superiores, concretamente en las de Salzburgo y Roma.